# Spanje op het Eurovisiesongfestival 2003
Spanje nam deel aan het Eurovisiesongfestival 2003 in Riga (Letland). Het was de 41ste deelname van het land aan het festival.

## Selectieprocedure
Er werd gekozen voor een halve finale en een finale. In de halve finale namen 3 artiesten deel met elk 3 liedjes. Een vakjury elimineerde 1 lied en de televoters deden hetzelfde. Hierdoor kwam er per artiest 1 lied in de finale.

| Volgorde | Lied                | Artiest         | Punten | Plaats |
| -------- | ------------------- | --------------- | ------ | ------ |
| 1        | "Mi razón de vivir" | Ainhoa          | 31%    | 2de    |
| 2        | "Viviré, moriré"    | Manuel Carrasco | 24%    | 3de    |
| 3        | "Dime"              | Beth            | 45%    | 1ste   |

## In Riga
In Letland moest Spanje optreden als twaalfde, net na Rusland en voor Israël. Op het einde van de puntentelling hadden ze 81 punten verzameld, goed voor een gedeelde achtste plaats. 
Men ontving 2 keer het maximum van de punten.
Nederland en België hadden respectievelijk 5 en 10 punten over voor deze inzending.

### Gekregen punten

#### Finale
| 12 punten                            | 10 punten | 8 punten | 7 punten  | 6 punten                     |
| ------------------------------------ | --------- | -------- | --------- | ---------------------------- |
| - Israël - Portugal                  | - België  |          | - Kroatië | - Cyprus - IJsland - Rusland |
| 5 punten                             | 4 punten  | 3 punten | 2 punten  | 1 punt                       |
| - Griekenland - Nederland - Roemenië | - Zweden  |          | - Turkije | - Slovenië                   |

### Punten gegeven door Spanje

#### Finale
Punten gegeven in de finale:
| 12 punten | België     |
| 10 punten | Roemenië   |
| 8 punten  | Oostenrijk |
| 7 punten  | Zweden     |
| 6 punten  | Rusland    |
| 5 punten  | Polen      |
| 4 punten  | Duitsland  |
| 3 punten  | Turkije    |
| 2 punten  | Portugal   |
| 1 punt    | Israël     |

1961 · 1962 · 1963 · 1964 · 1965 · 1966 · 1967 · 1968 · 1969 · 1970 · 1971 · 1972 · 1973 · 1974 · 1975 · 1976 · 1977 · 1978 · 1979 · 1980 · 1981 · 1982 · 1983 · 1984 · 1985 · 1986 · 1987 · 1988 · 1989 · 1990 · 1991 · 1992 · 1993 · 1994 · 1995 · 1996 · 1997 · 1998 · 1999 · 2000 · 2001 · 2002 · 2003 · 2004 · 2005 · 2006 · 2007 · 2008 · 2009 · 2010 · 2011 · 2012 · 2013 · 2014 · 2015 · 2016 · 2017 · 2018 · 2019 · 2020 · 2021 · 2022 · 2023 · 2024 · 2025